# Pseudogyroidina
Pseudogyroidina es un género de foraminífero bentónico considerado un sinónimo posterior de Eponidella de la subfamilia Eponidellinae, de la familia Epistomariidae, de la superfamilia Asterigerinoidea, del suborden Rotaliina y del orden Rotaliida. Su especie tipo era Pseudogyroidina sinensis. Su rango cronoestratigráfico abarcaba desde el Pleistoceno hasta la Actualidad.

## Clasificación
Pseudogyroidina incluía a la siguiente especie:
- Pseudogyroidina sinensis